# Antena 3 (Hiszpania)
Antena 3 – hiszpańska komercyjna stacja telewizyjna i zarazem jedna z głównych w kraju. Została uruchomiona 25 stycznia 1988 roku jako Canal 10 España, a następnie 25 grudnia 1989 jako Antena 3, kiedy to przeprowadzono testy emisyjne, a następnie oficjalne uruchomienie nastąpiło 25 stycznia 1990.
Stacja jest odpowiedzialna za powstanie serialu Dom z papieru, który potem został najlepiej oglądanym nieanglojęzycznym serialem serwisu Netflix.

## Programy
- Serwisy informacyjne:
  - Ruedo Ibérico
  - A Fondo
  - Espejo Público
  - Antena 3 Noticias 1
  - Antena 3 Noticias 2
  - Antena 3 Noticias 3
  - Antena 3 Noticias Fín de Semana
- Sport
  - Liga Mistrzów UEFA
  - Puchar UEFA
- Seriale:
  - Zbuntowani
  - Boo!
  - Simpsonowie
  - Aquí no hay quien viva
  - ¿Dónde estás, corazón?

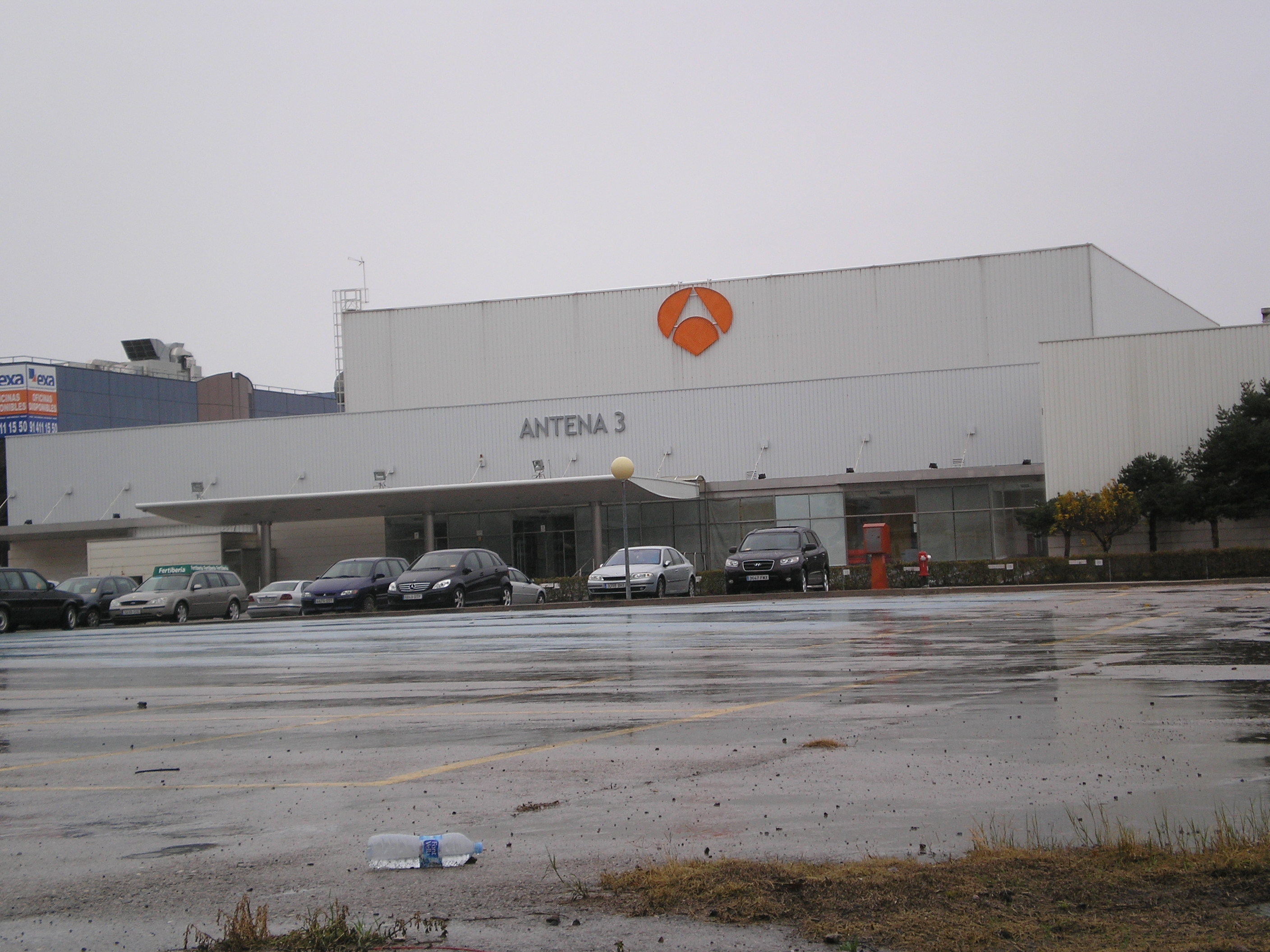
Budynek siedziby stacji w Madrycie

  - Gorzka zemsta / Pasión de Gavilanes
  - Brzydula / Yo soy Betty, la fea
  - Sin rastro
  - Los hombres de Paco
  - Física o química
  - El Barco
- Teleturnieje:
  - ¿Quién quiere ser Millonario?
  - La Ruleta de la Suerte

Poza tym emitowane są również programy muzyczne jak i serwisy o nowościach kinowych.